# Kukuły
Kukuły (ukr. Кукули) – wieś nad Kamionką w rejonie piszczańskim, obwodu winnickiego Ukrainy.

## Dwór
- parterowy dwór wybudowany w pierwszej połowie XIX w. narysowany przez Napoleona Ordę w 1873 r.[1].